# Guédiawaye
Guédiawaye es una localidad de Senegal, que se encuentra al norte de la región de Dakar, al borde del mar. Guédiawaye es la capital del departamento del mismo nombre

## Administración
Como Dakar, Pikine y Rufisque, Guédiawaye se descompone administrativamente en cinco communes d'arrondissement desde el decreto n° 96-745 del 30 de abril de 1996.

## Personalidades nacidas en Guédiawaye
- Tony Sylva, futbolista
- Moussa Diagne, baloncestista
- Balla Gaye 2, luchador
- Khalifa Diop, baloncestista
- Ousmane N'Diaye, baloncestista